# 石門銘

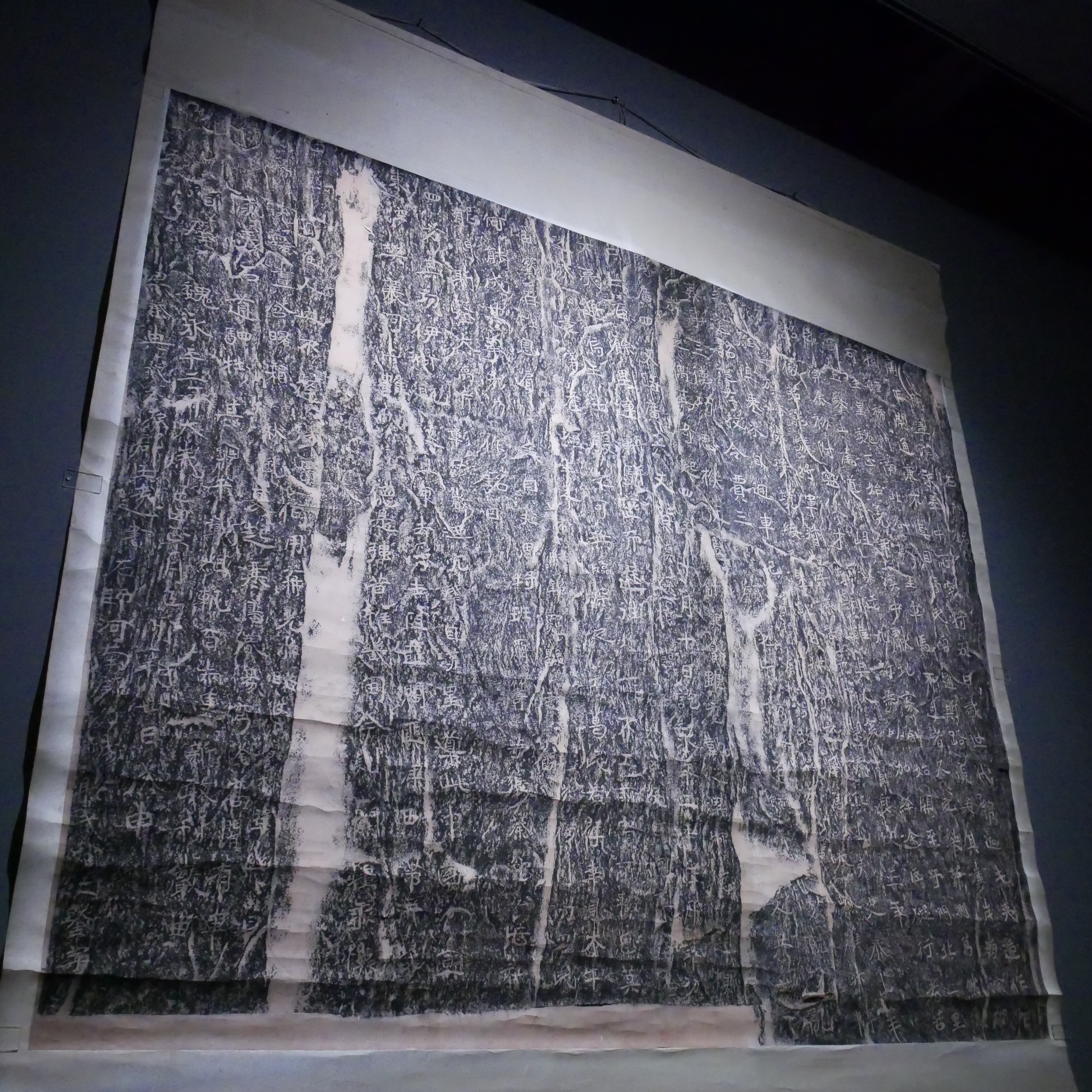
〈泰山羊祉開復石門銘〉拓本

石门铭，又名石门摩崖，北魏正书摩崖刻石，原位於今陕西省汉中市汉台区河东店镇、褒斜道石门洞内东壁，为王远所寫书，石匠武阿仁刻石。
石門頌為魏宣武帝永平二年（509年）正月刻，高175厘米，宽215厘米。楷书二十八行，每行二十二字，字径五至六厘米。首题「石门铭」三字，比正文低四字，末题「石师河南郡洛阳县武阿仁凿字」。记录了梁、秦二州刺史羊祉重开汉褒斜道石门故道的事迹。宋朝人还能见此碑，明朝时为萝葛所隐没，不被世人所知，直至清代才再现于世。现由汉中市博物馆所藏。